# ارلان کوشانوف

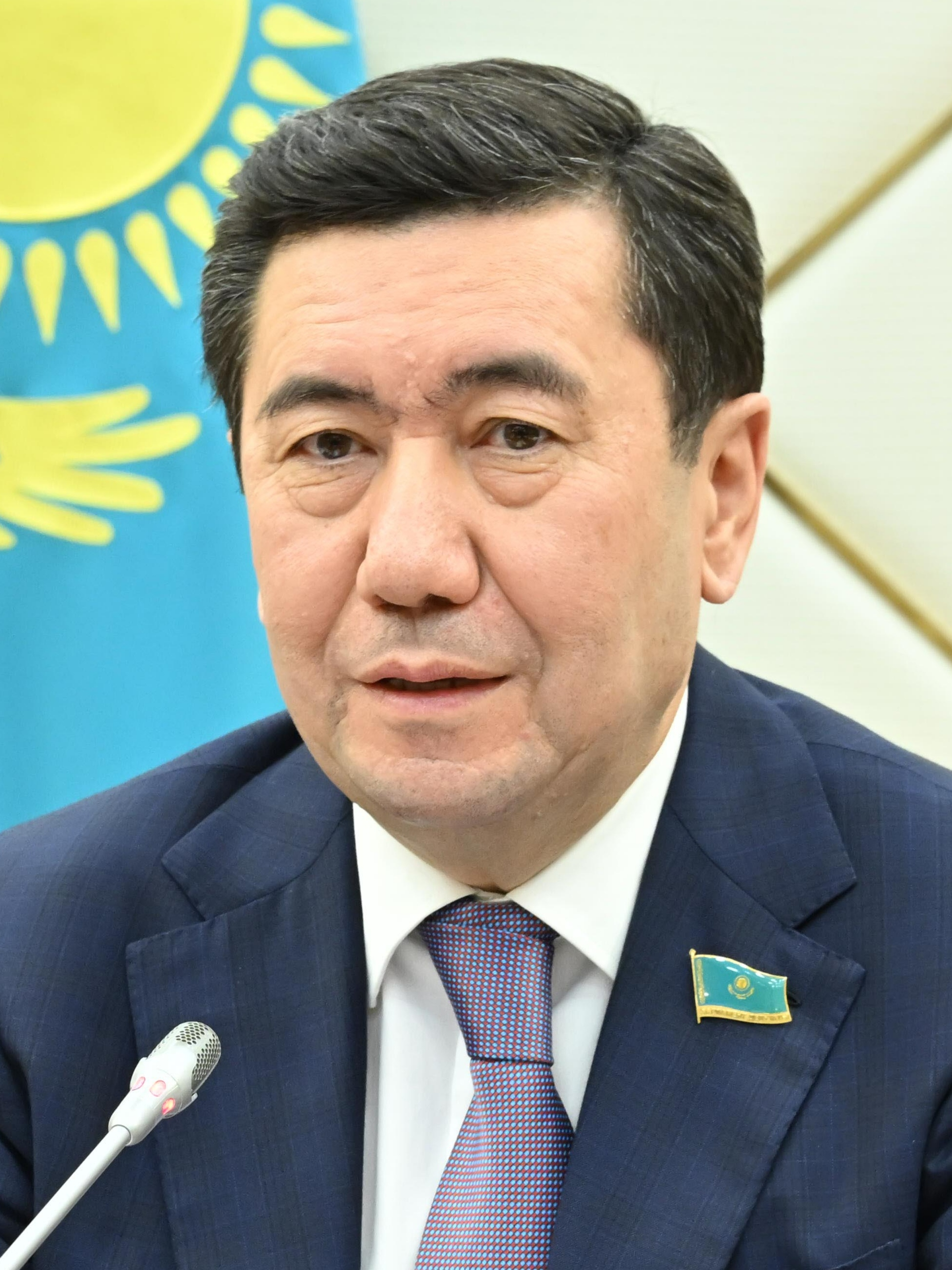
ارلان کوشانف رییس مجلس قزاقستان

ارلان کوشانوف با نام کامل ارلان جاقانولی کوشانوف (قزاقی: Ерлан Жақанұлы Қошанов، [jerˈɫɑn ʒɑq(χ)ɑnʊˈɫɤ qoˈʃɑnəf]؛ متولد ۱۴ اوت ۱۹۶۲)، یک سیاستمدار قزاق است که از سال ۲۰۲۲ به عنوان عضو و رئیس مجلس قزاقستان فعالیت می‌کند. پیش از آن، او از سال ۲۰۱۹ تا ۲۰۲۲ به عنوان اداره ریاست جمهوری قزاقستان در دولت قاسم جومارت توکایف و از سال ۲۰۱۷ تا ۲۰۱۹ به عنوان رئیس دفتر نخست‌وزیری فعالیت می‌کرد.
کوشانوف به عنوان یکی از اعضای حزب امانت، از سال ۲۰۲۲ برای مدتی و پس از استعفای نظربایف، ریاست این حزب را بر عهده داشته است.وی در حال حاضر به عنوان معاون حزب فعالیت دارد، وی همچنین ریاست گروه پارلمانی حزب امانت در مجلس قزاقستان را بر عهده داشته است. کوشانوف پس از انتخاب مجدد خود به این سمت در مارس ۲۰۲۳، به خدمت در هشتمین دوره مجلس قزاقستان به عنوان رئیس مجلس فعالیت می‌کند.

## زندگی‌نامه
کوشانوف در روستای آقسو-آیولی، منطقه کاراگاندا به دنیا آمد. او در سال ۱۹۸۴ از دانشگاه فنی دولتی کارگاندا با مدرک مهندسی مکانیک و سپس در سال ۱۹۹۱ از مدرسه عالی بازرگانی دانشگاه تجارت خارجی روسیه فارغ‌التحصیل شد. وی همچنین در سال ۱۹۹۹، مدرک اقتصاد خود را از دانشگاه نارکوز در یافت کرد ارلان در دوره نظام کمونیستی در ارتش شوروی خدمت کرده بود.
کوشانوف کار خود را از سال ۱۹۸۶ تا ۱۹۸۸، به عنوان مکانیک و سپس به عنوان سرکارگر در کارخانه شروع کرده و سپس به عنوان مربی در مربی کمیته منطقه ای ژزکازگان اتحادیه جوانان کمونیست لنین قزاقستان فعالیت کرد. او سپس وارد حزب حزب دموکراتیک قزاقستان شده در نهایت در سال ۱۹۹۵ به ریاست کمیته منطقه ای جزقازغان رسید. [۵]و بعد از آن در دسامبر ۱۹۹۵ به عنوان عضو مجلس سنای قزاقستان انتخاب شد. او در این سمت خدمت کرد تا اینکه در فوریه ۱۹۹۹ به عنوان نماینده دولت در پارلمان قزاقستان منصوب شد.
کوشانوف به مدت دو سال از نوامبر ۲۰۰۱ تا ژوئن ۲۰۰۳، معاون دفتر نخست‌وزیری و سپس معاون وزیر حمل و نقل و ارتباطات جمهوری قزاقستان بود پست‌های بعدی او رئیس کمیته هواپیمایی کشوری وزارت حمل و نقل و ارتباطات، معاون دفتر نخست‌وزیری و نماینده دولت در مجلس و رئیس دفتر نخست‌وزیری و رئیس دفتر ریاست جمهوری قزاقستان بود.

## ریاستمجلس قزاقستان
پس از استعفای نورلان نیگماتولین به عنوان رئیس مجلس قزاقستان، کوشانوف معاون مجلس قزاقستان برای مجلس شد و متعاقباً در ۱ فوریه ۲۰۲۲ به عنوان رئیس جدید مجلس قزاقستانانتخاب شد. نامزدی کوشانوف توسط ارلان سایروف، نماینده مجلس از حزب امانت پیشنهاد شد.
در ۱۴ فوریه ۲۰۲۲، کوشانوف به عنوان رهبر پارلمانی حزب امانت انتخاب شد. وی پس از این انتخاب تأکید کرد که حزب باید تلاش خود را بکند و در تأثیر گذاری برای اصلاحات ریاست جمهوری، فعالانه مشارکت داشته باشد. او همچنین به مجلس قزاقستان دستور داد تا کیفیت فعالیت‌های قانونگذاری و ارتباط و تعامل با دفتر مرکزی نور اوتان در زمینه تجزیه و تحلیل و کار در مناطق را تقویت کنند.
از ۲۶ آوریل ۲۰۲۲، او به عنوان رئیس حزب امانت (نور تان سابق) منصوب شده است.
در ۲۹ مارس ۲۰۲۳  و پس از برگذاری انتخابات سراسری ۲۰۲۳ او دوباره به عنوان رئیس مجلس قزاقستان پارلمان قزاقستان انتخاب شد.